# Harz- und Wollbienen

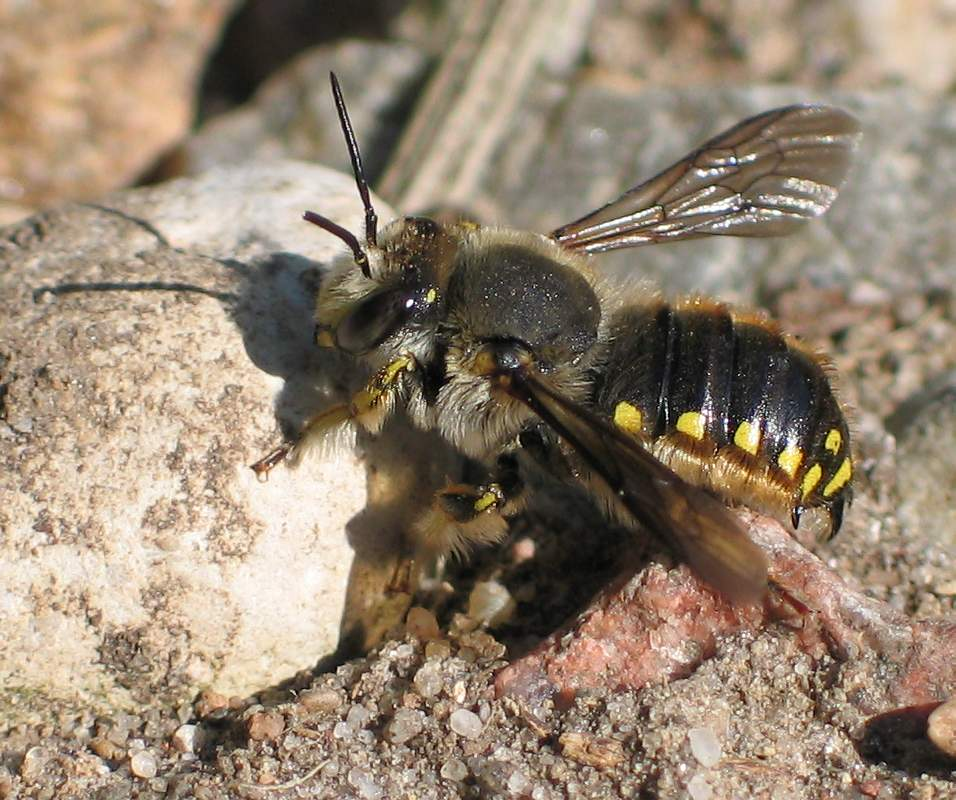
Große Wollbiene (Anthidium manicatum), ♂

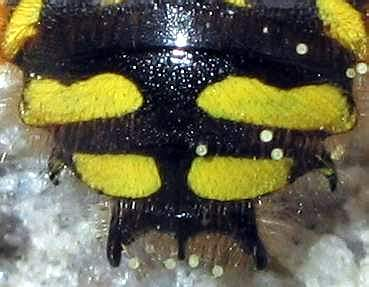
Dornenbewehrtes Hinterleibsende einer ♂ Großen Wollbiene

Als Wollbienen werden im deutschen die Arten aus den beiden Gattungen Anthidium und Pseudoanthidium bezeichnet. Letztere werden auch Zwergwollbienen genannt. Die Wollbienen sind nahe verwandt mit den Harzbienen der Gattung Anthidiellum (auch Zwergharzbienen genannt), der Gattung Icteranthidium und den Bastardbienen der Gattung Trachusa (die teils auch zu Anthidium gezählt werden). Die Arten dieser Gattungen sind Solitärbienen und gehören zur Familie der Megachilidae innerhalb der Bienen (Apiformes). Sie kommen in Europa mit etwa 30 Arten vor.

## Merkmale
Die Tiere haben meist einen gedrungenen Körperbau mit nur schwacher Behaarung. Durch eine gelbe oder weiße Zeichnung am schwarzen Hinterleib sehen manche Arten Wespen ähnlich. Die Männchen sind bei den meisten Arten größer als die Weibchen. Man kann sie meist anhand von Zähnchen, Dornen oder Lappen am Hinterleibsende identifizieren. Weibliche Tiere besitzen eine Bauchbürste, mit der sie Pollen sammeln.

## Lebensweise
Die Wollbienen bauen ihre Brutzellen aus Pflanzenhaaren zum Beispiel der Zieste (Stachys), die Harzbienen verwenden dafür Harze. Die Stengel-Wollbiene (Anthidium nanum) legt ihr Nest aus Pflanzenhaaren z. B. in Eichengalläpfeln an. Im südlichen Mitteleuropa benutzen die Arten beide Materialien oder bauen ihre Nester aus Harz und Erde. Die Männchen verteidigen durch den Einsatz ihrer bedornten Hinterleibe Nahrungsreviere. Sie schlafen nachts alleine oder in Grüppchen in Hohlräumen oder an Pflanzen festgebissen. Weibchen schlüpfen, anders als bei den meisten anderen Bienenarten, normalerweise früher, als es männliche Tiere tun (Proterogynie).
Die Harz- und Wollbienen fliegen in Mitteleuropa jährlich in einer Generation von Juni bis September, nur die Große Wollbiene (Anthidium manicatum) kann in günstigen Jahren eine zweite Generation hervorbringen.

## Einheimische Arten
- Anthidium (Woll- und Harzbienen)
  - A. byssinum (Große Harzbiene)
  - A. florentinum
  - A. manicatum (Garten- oder Große Wollbiene)
  - A. montanum (Berg-Wollbiene)
  - A. nanum (Kleine- oder Zwergwollbiene)
  - A. oblongatum (Spalten-Wollbiene)
  - A. punctatum (Weißgefleckte Wollbiene)
  - A. septemspinosum (Auen- oder Riesen-Wollbiene[4])
  - A. strigatum (Kleine Harzbiene)
  - A. tenellum
- Anthidiellum (von Westrich zu Anthidium gezählt)
  - Anthidiellum strigatum (= Anthidium strigatum)
- Pseudoanthidium (von Westrich zu Anthidium gezählt)
  - Anthidium tenellum
  - A. melanurum